# HT Волка
HT Волка (лат. HT Lupi) — кратная звезда в созвездии Волка на расстоянии приблизительно 503 световых лет (около 154 парсеков) от Солнца. Видимая звёздная величина звезды — от +10,4m до +10,26m. Возраст звезды определён как около 0,8 млн лет.

## Характеристики
Первый компонент (WDS J15452-3417Aa) — оранжевая эруптивная переменная звезда типа T Тельца (INT)* спектрального класса K2, или K3Ve. Масса — около 1,698 солнечной, радиус — около 3,31 солнечных, светимость — около 5,495 солнечных. Эффективная температура — около 4898 K.
Второй компонент — коричневый карлик. Масса — около 37,82 юпитерианских. Удалён на 1,632 а.е..
Третий компонент (WDS J15452-3417Ab). Видимая звёздная величина звезды — +9,1m. Удалён на 0,2 угловой секунды (25 а.е.*).
Четвёртый компонент (CD-33 10685C) — оранжевая звезда спектрального класса K. Видимая звёздная величина звезды — +13,6m. Эффективная температура — около 4791 K. Удалён на 2,8 угловых секунды (более 400 а.е.*).